# Hrabstwo Marshall (Kentucky)

Piramida wieku hrabstwa

Hrabstwo Marshall – hrabstwo w USA, w stanie Kentucky. Według danych z 2000 roku, hrabstwo zamieszkiwało 30125 osób. Siedzibą hrabstwa jest Benton.

## Miasta
- Benton
- Calvert City
- Hardin
- Gilbertsville (CDP)